# Heinz Schenker
Heinz Schenker (26 luglio 1943) è un bobbista svizzero.

## Biografia
Viene ricordato come vincitore di una medaglia d'argento nella sua disciplina, ottenuta ai campionati mondiali del 1973 (edizione tenutasi a Lake Placid, Stati Uniti d'America) insieme al connazionale Hans Candrian.
Nell'edizione l'oro andò alla Germania il bronzo alla Romania.